# Campeonato Mundial de Natação em Piscina Curta de 2022 - 4x50 m medley misto
A prova dos 4x50 metros nado medley misto do Campeonato Mundial de Natação em Piscina Curta de 2022 foi disputada no dia 14 de dezembro de 2022, no Melbourne Sports and Aquatics Centre, em Melbourne, na Austrália.

## Recordes
Antes desta competição, os recordes mundiais e do campeonato nesta prova eram os seguintes:
|                       | Nacionalidade | Tempo   | Local     | Data                   |
| --------------------- | ------------- | ------- | --------- | ---------------------- |
| Recorde mundial       | Países Baixos | 1:36.18 | Cazã      | 7 de dezembro de 2021  |
| Recorde do campeonato | Países Baixos | 1:36.20 | Abu Dhabi | 18 de dezembro de 2021 |

Os seguintes recordes mundiais ou do campeonato foram estabelecidos durante esta competição:
| Data           | Evento | Nome                                                                           | Nacionalidade  | Tempo   | Notas |
| -------------- | ------ | ------------------------------------------------------------------------------ | -------------- | ------- | ----- |
| 14 de dezembro | Final  | Ryan Murphy (22.37) Nic Fink (24.96) Kate Douglass (24.09) Torri Huske (23.73) | Estados Unidos | 1:36.15 | ,     |

## Medalhistas
| Ouro | Prata | Bronze |
| Estados Unidos · Ryan Murphy · Nic Fink · Kate Douglass · Torri Huske · Shaine Casas[a] · Michael Andrew[a] · Alexandra Walsh[a] | Itália · Lorenzo Mora · Nicolò Martinenghi · Silvia Di Pietro · Costanza Cocconcelli · Simone Cerasuolo[a] | Canadá · Kylie Masse · Javier Acevedo · Ilya Kharun · Maggie Mac Neil · Ingrid Wilm[a] · Rebecca Smith[a] |

a  Nadadores que participaram apenas nas eliminatórias e receberam medalhas.

## Cronograma
Todos os horários são locais (UTC+11). 
| Data           | Hora  | Evento        |
| -------------- | ----- | ------------- |
| 14 de dezembro | 11:05 | Eliminatórias |
| 14 de dezembro | 19:35 | Final         |

## Resultados

### Eliminatórias
As eliminatórias ocorreram no dia 14 de dezembro com início às 11:05.
| Colocação | Bateria | Raia | Nacionalidade                   | Nadadores | Tempo   | Notas            |
| --------- | ------- | ---- | ------------------------------- | --- | ------- | ---------------- |
| 1         | 2       | 4    | Estados Unidos                  | Shaine Casas (22.98) Michael Andrew (25.56) Kate Douglass (24.37) Alexandra Walsh (23.92)                                    | 1:36.83 | Q                |
| 2         | 3       | 5    | Alemanha                        | Ole Braunschweig (23.29) Anna Elendt (29.15) Marius Kusch (21.66) Angelina Köhler (23.80)                                    | 1:37.90 | Q                |
| 3         | 3       | 1    | Reino Unido                     | Medi Harris (26.97) Adam Peaty (25.49) Ben Proud (22.42) Anna Hopkin (23.58)                                                 | 1:38.46 | Q                |
| 4         | 4       | 4    | Países Baixos                   | Kira Toussaint (26.37) Caspar Corbeau (26.26) Nyls Korstanje (22.13) Valerie van Roon (23.83)                                | 1:38.59 | Q                |
| 5         | 4       | 8    | Japão                           | Miki Takahashi (26.66) Masaki Niiyama (26.19) Moe Tsuda (24.96) Kosuke Matsui (20.83)                                        | 1:38.64 | Q                |
| 6         | 3       | 4    | Itália                          | Lorenzo Mora (23.17) Simone Cerasuolo (26.46) Silvia Di Pietro (24.99) Costanza Cocconcelli (24.29)                          | 1:38.91 | Q                |
| 7         | 1       | 1    | China                           | Wang Gukailai (23.94) Qin Haiyang (25.93) Wang Yichun (25.08) Wu Qingfeng (24.05)                                            | 1:39.00 | Q                |
| 8         | 4       | 7    | Canadá                          | Ingrid Wilm (26.25) Javier Acevedo (25.74) Ilya Kharun (22.41) Rebecca Smith (24.61)                                         | 1:39.01 | Q                |
| 9         | 4       | 5    | Suécia                          | Hanna Rosvall (26.40) Klara Thormalm (29.40) Oskar Hoff (22.30) Isak Eliasson (21.16)                                        | 1:39.26 |                  |
| 10        | 1       | 8    | Austrália                       | Bradley Woodward (23.87) Grayson Bell (26.17) Alexandria Perkins (25.51) Meg Harris (23.86)                                  | 1:39.41 |                  |
| 11        | 2       | 1    | Nova Zelândia                   | Zac Dell (24.07) Josh Gilbert (26.11) Helena Gasson (25.39) Rebecca Moynihan (23.96)                                         | 1:39.53 | Recorde nacional |
| 12        | 2       | 5    | Áustria                         | Caroline Pilhatsch (27.06) Bernhard Reitshammer (25.79) Simon Bucher (22.34) Lena Kreundl (24.52)                            | 1:39.71 | Recorde nacional |
| 13        | 3       | 2    | Bulgária                        | Gabriela Georgieva (27.91) Tonislav Sabev (25.89) Josif Miladinov (23.07) Diana Petkova (24.50)                              | 1:41.37 |                  |
| 14        | 2       | 3    | Hong Kong                       | Stephanie Au (27.49) Ng Yan Kin (27.92) Sze Hang Yu (25.93) Ian Ho (20.71)                                                   | 1:42.05 | Recorde nacional |
| 15        | 4       | 6    | Eslováquia                      | Tamara Potocká (27.77) Andrea Podmaníková (30.47) Ádám Halás (22.94) Matej Duša (21.05)                                      | 1:42.23 | Recorde nacional |
| 16        | 2       | 2    | Colômbia                        | Santiago Corredor (24.77) Jorge Murillo (26.49) Sirena Rowe (26.16) Stefanía Gómez (25.04)                                   | 1:42.46 | Recorde nacional |
| 17        | 3       | 3    | África do Sul                   | Milla Drakopoulos (28.04) Simon Haddon (27.69) Clayton Jimmie (23.05) Caitlin de Lange (24.29)                               | 1:43.07 |                  |
| 18        | 1       | 6    | Taipé Chinesa                   | Chuang Mu-lun (24.57) Wu Chun-feng (26.80) Huang Mei-chien (26.21) Chen Szu-an (25.90)                                       | 1:43.48 |                  |
| 19        | 4       | 3    | Turquia                         | Doruk Tekin (24.64) Emre Sakçı (25.71) Nida Eliz Üstündağ (27.34) Merve Tuncel (26.80)                                       | 1:44.49 |                  |
| 20        | 3       | 6    | República Dominicana            | Elizabeth Jiménez (28.77) Josué Domínguez (26.40) Lara Krystal (27.31) Denzel González (22.25)                               | 1:44.73 | Recorde nacional |
| 21        | 4       | 1    | Peru                            | Alexia Sotomayor (28.64) Javier Matta (26.58) Rafaela Fernandini (27.65) Joaquín Vargas (22.93)                              | 1:45.80 | Recorde nacional |
| 22        | 3       | 7    | Bahamas                         | Lamar Taylor (24.19) Victoria Russell (32.28) Luke Thompson (24.50) Rhaniska Gibbs (25.96)                                   | 1:46.93 |                  |
| 23        | 3       | 8    | Samoa                           | Kokoro Frost (26.31) Brandon Schuster (27.77) Olivia Borg (27.06) Kaiya Brown (26.77)                                        | 1:47.91 |                  |
| 24        | 2       | 6    | Mongólia                        | Enkh-Amgalangiin Ariuntamir (29.60) Myagmaryn Delgerkhüü (29.31) Batbayaryn Enkhtamir (25.42) Batbayaryn Enkhkhüslen (25.64) | 1:49.97 |                  |
| 25        | 1       | 7    | Guatemala                       | Miguel Vásquez (25.18) Krista Jurado (34.25) Erick Gordillo (24.67) Lucero Mejía (26.11)                                     | 1:50.21 |                  |
| 26        | 2       | 7    | Tanzânia                        | Ria Save (32.74) Hilal Hilal (30.20) Collins Saliboko (25.05) Sophia Latiff (27.83)                                          | 1:55.82 |                  |
| 27        | 2       | 8    | Marianas Setentrionais          | Isaiah Alexsenko (25.84) Jinnosuke Suzuki (31.63) Maria Batallones (31.64) Shoko Litulumar (29.82)                           | 1:58.93 |                  |
| 28        | 1       | 5    | Papua-Nova Guiné                | Josh Tarere (29.64) Nathaniel Noka (31.70) Georgia-Leigh Vele (30.32) Jhnayali Tokome-Garap (29.19)                          | 2:00.85 |                  |
| 29        | 1       | 3    | Estados Federados da Micronésia | Tasi Limtiaco (27.01) Taeyanna Adams (37.68) Kestra Kihleng (31.60) Kyler Kihleng (26.46)                                    | 2:02.75 |                  |
| 30        | 1       | 2    | Guam                            | Amaya Bollinger (36.58) Mia Lee (36.70) James Hendrix (26.18) Israel Poppe (23.50)                                           | 2:02.96 |                  |
| 31        | 4       | 2    | Maldivas                        | Aishath Sausan (33.74) Hamna Ahmed (38.12) Mohamed Shiham (27.95) Mubal Azzam Ibrahim (25.72)                                | 2:05.53 |                  |
| 32        | 1       | 4    | Filipinas                       | Jerard Jacinto (24.26) Jonathan Cock Chloe Isleta Jasmine Alkhaldi                                                           | DSQ     | DSQ              |

### Final
A final foi realizada no dia 14 de dezembro com início às 19:35.
| Colocação         | Raia | Nacionalidade  | Nadadores                                                                                             | Tempo   | Notas            |
| ----------------- | ---- | -------------- | --- | ------- | ---------------- |
| Medalha de ouro   | 4    | Estados Unidos | Ryan Murphy (22.37) Nic Fink (24.96) Kate Douglass (24.09) Torri Huske (23.73)                        | 1:35.15 | Recorde mundial  |
| Medalha de prata  | 7    | Itália         | Lorenzo Mora (22.59) Nicolò Martinenghi (24.83) Silvia Di Pietro (24.52) Costanza Cocconcelli (24.07) | 1:36.01 | Recorde europeu  |
| Medalha de bronze | 8    | Canadá         | Kylie Masse (25.71) Javier Acevedo (25.95) Ilya Kharun (22.12) Maggie Mac Neil (23.15)                | 1:36.93 | Recorde nacional |
| 4                 | 3    | Reino Unido    | Medi Harris (26.60) Adam Peaty (25.24) Ben Proud (21.93) Anna Hopkin (23.30)                          | 1:37.07 | Recorde nacional |
| 5                 | 1    | China          | Wang Gukailai (23.74) Yan Zibei (25.41) Zhang Yufei (24.54) Wu Qingfeng (23.62)                       | 1:37.31 | Recorde asiático |
| 6                 | 2    | Japão          | Miki Takahashi (26.69) Masaki Niiyama (25.81) Ai Soma (24.80) Kosuke Matsui (21.08)                   | 1:38.38 |                  |
| 7                 | 5    | Alemanha       | Ole Braunschweig (22.98) Anna Elendt (28.67) Marius Kusch Angelina Köhler                             | DSQ     | DSQ              |
| 7                 | 6    | Países Baixos  | Kira Toussaint (25.91) Caspar Corbeau (25.65) Maaike de Waard (24.50) Thom de Boer                    | DSQ     | DSQ              |

Legenda
| Recorde mundial       | Recorde mundial (World record)               |                       | Recorde africano                      | Recorde africano (African) |                                           | Q | Classificado por posição (Qualified) |
| Recorde do campeonato | Recorde do campeonato (Championship record)  | Recorde da América    | Recorde da América (Americas)         | q                          | Classificado por melhor tempo (Qualified) |   |                                      |
| Melhor marca do ano   | Melhor marca do ano (World leading)          | Recorde asiático      | Recorde asiático (Asian)              | DNS                        | Não largou (Did not start)                |   |                                      |
| Recorde nacional      | Recorde nacional (National record)           | Recorde europeu       | Recorde europeu (European)            | DNF                        | Não terminou (Did not finish)             |   |                                      |
| Recorde pessoal       | Recorde pessoal do atleta (Personal best)    | Recorde da Oceania    | Recorde da Oceania (Oceania)          | DSQ / DQ                   | Desclassificado (Disqualified)            |   |                                      |
| Recorde da temporada  | Recorde da temporada do atleta (Season best) | Recorde sul-americano | Recorde sul-americano (South America) | NM                         | Sem marca (No mark)                       |   |                                      |